# الطلاب في المشاريع الحرة

Students In Free Enterprise

الطلاب في المشاريع الحرة ([ Students In Free Enterprise [ S.I.F.E) هي منظمة عالمية والتي تجعل الطلاب الجامعيين يؤثروا في مجتمعاتهم، حيث تنمي مهاراتهم ليكونوا قادة أعمال قادرين على عمل مشاريع فريدة.
أكثر من 30,000 طالب مشترك يمثلون 1,500 جامعة في أكثر من 45 دولة، حيث يوجد دعم من المئات من كبرى الشركات من كافة أنحاء العالم.

## نظرة عامة
- [ SIFE ] هي شراكة بين إدارة الأعمال والتعليم العالي والتي تعد الجيل القادم من قادة الأعمال المسؤليين لتجعل العالم أفضل.
- شبكة سايف تتكون من رجال الأعمال والطلاب الجامعيين والقادة الأكاديميين.
- طلاب سايف يكونوا فرق والتي تخدم مجتماعتهم حيث يتعلموا في برنامج سايف إدارة الأعمال والتي يستخدمونه في حل المشاكل الفعلية للعالم.
- رجال الأعمال يقوموا بدعم البرنامج عن طريق إسهاماتهم بتبرعاتهم ووقتهم.
- برنامج سايف يركز على خمس مجالات : [ التسويق - مهارات النجاح - تنظيم المشاريع - الدراية المالية - أخلاقيات الأعمال التجارية ].
- الطلاب بقيادة المستشارين الأكاديميين يخلقوا المنافسة بينهم لتطوير المشاريع التي تلبي الحاجات الفريدة.
- فرق سايف تعرض نتائج مشاريعهم الاجتماعية سنويا على المستوى المحلي والوطني والدولي.
- رجال الأعمال يحكمون على المسابقات ويختارون الفائزين على أساس رؤيتهم في أي الفرق أكثر فاعلية في تثقيف الأخرى ن عن طريق مشاريعهم.

## المواقع الرسمية
- الموقع الرسمي للمنظمة العالمية
- الموقع الرسمي للبرنامج في جامعة الإسكندرية